# サザエさん (1956年の映画)
『サザエさん』は、1956年12月12日に公開された日本映画（実写版）。製作、配給は東宝。モノクロ、スタンダード。86分。
東宝版「サザエさんシリーズ」の第1作。以後、1961年公開の『福の神 サザエさん一家』まで全10作が製作・公開されることとなる。監督は全て青柳信雄。本作では、サザエとマスオの出会いを中心に展開している。　

## 概要
元タカラジェンヌの東屋トン子版実写映画2部作以来6年ぶりの実写映画化。
主人公のサザエよりも東屋の所属する劇団の団長である宮城千賀子の方が売り出された前回の実写化と異なり、当時、知名度の高かった江利チエミ、松島トモ子が抜擢された豪華作品。また、本作では若手時代の仲代達矢の演技も見ることができる。江利の絶大な人気により計10本制作される人気シリーズとなり、その後、同じ主演でドラマ、舞台まで制作され、サザエさんの国民的人気を高めるきっかけとなった作品。江利の溌剌とした役柄はアニメ化にも引き継がれ、後に50年以上サザエさん役を務めることとなる加藤みどりが抜擢された理由ともなった。
サザエを中心に一家の日常を描く。サザエとマスオの出会いも重要な核である。長谷川町子原作のネタが各所にふんだんに取り入れられ基本はコメディであるが、主演が人気歌手の江利チエミであったことから『サザエはジャズが大好き』との設定がなされ、劇中でたびたび歌う場面があり、音楽映画のような側面も垣間見える。また、劇中で幾度かダークダックスが登場する、彼らが歌唱する曲の中には実際に江利がレパートリーとした歌が含まれている。
サザエ以外のキャラクターに関しては、マスオはアニメのトレードマークのメガネをかけておらず、ダンディで、頼もしい紳士として描かれている。それゆえ恋愛ものの要素は強い。カツオは原作のような坊主ではなく、ノリスケもアニメで共通となっている小太りではなく、マスオ同様男前になっている。また、ノリスケはサザエの親友のミチコと恋愛結婚し、原作ではサザエの方が先に結婚しているので順序が逆である。原作で名前が出ていないので波平、フネの名は登場しないものの、波平のキャラクターは原作を見事に再現したものとなっている。フネは頼り甲斐のある母親として波平以上の存在感を持って映画全般を通して登場場面は多い。

## ストーリー
東京のある町に、磯野という一家が住んでいた。家族は父母の元に長男・カツオ、次女・ワカメ、そしてうっかり者の長女・サザエ。今日も今日とて、おてんばなサザエとそれを揶揄うカツオが喧嘩し、成人しても子供のような娘に呆れる母は、女らしくあれとサザエを嗜める。サザエのカツオへの仕返しに思わぬことに遭遇してしまい心臓が飛び出る思いをする父。そしておませなワカメがドタバタ劇を繰り広げる。
ある日磯野家に、新聞社勤めの親戚ノリスケ（サザエのいとこ）が下宿を申し込んだ。家族協議の末、大食に相当する下宿代で下宿を許す。ある日、磯野家にサザエの父の元上司という老人が客としてやってくる。聾であるという彼のために、普段から大声を出すサザエを嗜めていた母共々大声で話しかけるが、耳が遠いというのは彼の奥さんの方であった。意気消沈する二人に父は彼がお見合いを薦めに来たことを告げる。それを聞いてサザエは憤慨するが見合いを薦められていたのはノリスケの方であった。やがて、サザエは勝手に応募した「女性クラブ」という雑誌社に採用され、勇んで出勤するが、間違えて山高商事に出勤、たまたまその会社にいたフグ田マスオによって、「女性クラブ」へ案内され、サザエはマスオに心を惹かれる。サザエの初仕事は、小説家・神田大六宅への原稿取り、いざ神田宅へ上がり込んで見れば、その神田氏とは、今朝方にサザエが親友ミチコの勤めるデパートで怒らせた客だった。慌てて逃げ出したサザエは「女性クラブ」をクビになってしまう。1日でクビになった失態を恥じて、バスに飛び込んで死のうかと考えたとまで言うサザエに同情したマスオの薦めで、大木探偵事務所に転職、さっそく頼まれた依頼は娘の見合い相手の素行調査。調査対象はノリスケ。婆に扮し尾行する過程でノリスケとミチコの恋を知る。結婚を渋る二人もサザエの援助で無事に結ばれた。そして素行調査でノリスケの婦人関係を突き止めたサザエは大手柄を挙げ、特別賞与が出たので友人となっていたマスオと祝杯をあげるのだった。
お使いの途中、近所で行われた結婚式に乱入する程のワカメ。当然、親戚の結婚に興味津々。毎日新婚夫婦のアパートに押しかけるのでノリスケはノイローゼ気味。同じくノリスケの新婚に触発されたサザエはある日、マスオに好きな女性のタイプを聞く。お淑やかな女性を挙げられ、自身と異なる異性像に意気消沈し、マスオと初めて訪れた店でやけ食い。失恋したと決めつけて塞ぎ込み、寝込んでしまう。もうすぐクリスマス。サザエを励ますミチコの名案で、サザエはマスオへ磯野家でのクリスマス会の招待状を送る。そしてクリスマス当日、かねてからマスオのタイプである"おしとやかな女"らしく振る舞うサザエ。だがなかなかマスオは来ない。マスオに振られたと見なすサザエは不安げだったが、ようやく「会社の都合」という理由でマスオはやってきた。そして、彼のプレゼントはサザエ貝のブローチだった。陽気さを取り戻したサザエとマスオ。そんな喜んで踊る二人を中心に、磯野家のクリスマスは続いていくのだった。

## スタッフ
- 製作：杉原貞雄
- 原作：長谷川町子
- 脚本：笠原良三
- 音楽：原六朗
- 撮影：遠藤精一
- 美術：北猛夫、植田寛
- 録音：保坂有明
- 照明：大沼正喜
- 監督助手：岩城英二
- 製作担当者：角田健一郎
- スチール：高木暢二
- 監督：青柳信雄
- 主題歌：江利チエミ&ダーク・ダックス

## キャスト
- 磯野 サザエ：江利チエミ
- フグ田 マスオ：小泉博
- サザエの父親[2]：藤原釜足
- サザエの母親[2]：清川虹子
- 磯野 カツオ：小畑やすし
- 磯野 ワカメ：松島トモ子
- ノリ助：仲代達矢
- ミチコ：青山京子
- 女性クラブ編集長：丘寵児
- 貝原 キミ子：若山セツ子
- 神田 大六：花菱アチャコ
- その夫人：音羽久米子
- 山中老人：柳家金語楼
- 大木探偵所長：森川信
- 中野夫人：一の宮あつ子
- 所員：宇野晃司
- およしチャン：白川由美
- おでん屋の女将：塩沢登代路
- おでん屋のオッさん：沢村いき雄
- 流しの男A：平凡太郎
- 流しの男B：有木山太
- 横向夫人：三田照子
- 医者：熊谷二良
- 三河屋のサブちゃん、洗濯屋、炭屋、魚屋：ダーク・ダックス

## 同時上映
- 「てんてん娘」
  - 原作：倉金章介 / 脚本：若尾徳平 / 監督：青柳信雄 / 主演：宮城まり子 / 宝塚映画作品
  - 中編2本をまとめて上映した。なお原作の倉金は本作の長谷川町子同様、田河水泡の弟子であったため、期せずして田河門下生の漫画家原作作品がカップリングされる形となった。

## その他
- 本作では江利チエミの持ち歌が度々歌われており、テ・キエロ・ディヒステはクライマックスで使われている。
- 本シリーズは映像ソフト化されたことはなく、また衛星放送でも放送されることはなかった。だが、サザエさん誕生70周年を記念して、2016年4月にCS「日本映画専門チャンネル」にて本作が初めて放送された（本作を含む全10作が、2017年1月にかけて毎月1作品ずつ順に放送された）。現在は配信サイトでも取り扱いがある。